# Samir Yaich
Samir Yaich (en arabe : سمير يعيش), né le 13 juillet 1970 est un entraîneur marocain de football.

## Biographie
Il devient l'entraîneur principal du KAC de Kénitra le 27 mars 2015, à la suite du limogeage d'Hicham El Idrissi.

## Palmarès

### En tant que joueur
1988: participation à la coupe (jeune 18 ans) du monde avec l'équipe nationale marocaine 
1990: Joueur prêté à athelitico de Madrid